# Igors Savčenkovs
Igors Savčenkovs (* 3. November 1982 in Ventspils, Lettische SSR, Sowjetunion) ist ein lettischer Fußballspieler.

## Karriere

### Verein
Igors Savčenkovs begann seine Karriere in seiner Heimatstadt, in der Jugend des Futbola Klubs Ventspils. In der Saison 2002 debütierte der großgewachsene Abwehrspieler erstmals in der Virslīga. Von 2005 bis 2006 stand Savčenkovs beim FC Dinaburg Daugavpils unter Vertrag. Im Jahr 2007 kehrte er zurück zu seinem Heimatklub, für den er in den folgenden 5 Spielzeiten aktiv blieb, und gleich in der ersten Spielzeit das Double aus Meisterschaft und Pokal gewinnen konnte. Bis zum Vertragsende 2011 gewann er zwei weitere Male den Meistertitel sowie einmal den Lettischen Pokal. Für Savčenkovs sollte es die erfolgreichste Zeit in seiner Karriere sein, die nur durch zwei Finalniederlagen in der Baltic League 2009/10 und 2010/11 getrübt wurde. In der Saison 2012 spielte er als Stammspieler in 35 von 36 möglichen Begegnungen bei Skonto Riga und konnte zum insgesamt dritten Mal Pokalsieger in Lettland werden. Seit 2013 steht er beim FC Daugava Daugavpils unter Vertrag.

#### Nationalmannschaft
Igors Savčenkovs debütierte für die Lettische Fußballnationalmannschaft im Jahr 2008 gegen Rumänien. Ein weiterer Einsatz im Jahr 2008 folgte für den Außenverteidiger im Qualifikationsspiel für die Weltmeisterschaft in Südafrika gegen die Schweiz. Im Jahr 2012 folgte das bis dahin letzte Länderspiel während des Baltic Cup, den er mit der Landesauswahl gewinnen konnte.

## Erfolge
mit dem FK Ventspils:
- Lettischer Meister: 2007, 2008, 2011
- Lettischer Pokalsieger: 2007, 2010/11

mit Skonto Riga:
- Lettischer Pokalsieger: 2011/12

mit dem FC Daugava Daugavpils:
- Lettischer Supercup: 2013

mit Lettland:
- Baltic Cup: 2012